# Boundary Ranges
Die Boundary Ranges, auch Alaska Boundary Range genannt, bilden den größten und nördlichsten Gebirgszug der Coast Mountains an der Grenze von Alaska zu British Columbia. Sie beginnen im Süden in British Columbia beim Nass River, nahe dem südlichen Ende des Alaska Panhandle, und enden im Norden im Territorium Yukon am Kelsall River in der Nähe des Chilkoot-Passes.
Westlich der Boundary Ranges liegen die Alsek Ranges der Eliaskette. Im Osten schließen mit den Skeena Mountains, dem Stikine Plateau und den Cassiar Mountains Gebirgszüge der Interior Mountains an. Nordwestlich befinden sich die Tagish und Tahltan Highlands.
Einige große Gletschergebiete wie das Juneau Icefield und die Stikine Icecap liegen in den Boundary Ranges. Höchster Berg ist der Mount Ratz mit 3090 m.

## Berge und Gipfel (Auswahl)
- Mount Ratz (3090 m)
- Kates Needle (3053 m)
- Scud Peak (2987 m)
- Mount Burkett (2985 m)
- Ambition Mountain (2953 m)
- Chutine Peak (2903 m)
- Mount Edziza (2793 m)
- Devils Thumb (2777 m)
- Nanook Dome (2742 m)
- Tahltan Peak (2622 m)
- Devils Paw (2593 m)
- Birch Mountain (2062 m)
- Michaels Sword (2060 m)
- Split Thumb (1683 m)

## Geschichte
In den Boundary Ranges verläuft die namensgebende Grenze zwischen den Vereinigten Staaten und Kanada. Sie wurde ursprünglich 1825 im Vertrag von St. Petersburg zwischen Russland als damalige Kolonialmacht Alaskas und dem Vereinigten Königreich als Herr Kanadas nur grob als „die Kammlinie der Berge, jedoch maximal 30 Seemeilen (zehn »marine leagues«) von der Küste“ geregelt. Nach dem Beginn des Goldrausches am Klondike River sahen die Vereinigten Staaten, die Alaska von Russland 1867 gekauft hatten, und das Vereinigte Königreich die Notwendigkeit, die Grenzen exakt zu bestimmen. 1903 wurde im Hay-Herbert-Vertrag ein Schiedsverfahren eingeleitet, in dessen Verlauf die Grenzziehung auf einer amtlichen Karte markiert wurde. Ein Abschnitt wurde bis zur korrekten Vermessung des Gebietes offen gelassen, sein Verlauf wurde später einvernehmlich geklärt.